# Ménder García
Once Caldas (Tumaco, 1998. október 28. –) kolumbiai korosztályos válogatott labdarúgó, az amerikai Minnesota United csatárja.

## Pályafutása

### Klubcsapatokban
García a kolumbiai Tumaco városában született. Az ifjúsági pályafutását az Once Caldas akadémiájánál kezdte.
2018-ban mutatkozott be az Once Caldas felnőtt keretében. 2022. augusztus 4-én másfél éves szerződést kötött az észak-amerikai első osztályban érdekelt Minnesota United együttesével. Először a 2022. augusztus 21-ei, Austin ellen 2–1-re megnyert mérkőzés 71. percében, Franco Fragapane cseréjeként lépett pályára. Első gólját 2022. szeptember 18-án, a Sporting Kansas City ellen idegenben 4–1-es vereséggel zárult találkozón szerezte meg.

### A válogatottban
García két mérkőzés erejéig tagja volt a kolumbiai U23-as válogatottnak.

## Statisztikák
2023. április 2. szerint
| Klub             | Szezon   | Osztály  | Bajnokság | Bajnokság | Kupa  | Kupa | Nemzetközi | Nemzetközi | Összesen | Összesen |
| Klub             | Szezon   | Osztály  | Meccs     | Gól       | Meccs | Gól  | Meccs      | Gól        | Meccs    | Gól      |
| ---------------- | -------- | -------- | --------- | --------- | ----- | ---- | ---------- | ---------- | -------- | -------- |
| Minnesota United | 2022     | MLS      | 10        | 1         | 0     | 0    | —          | —          | 10       | 1        |
| Minnesota United | 2023     | MLS      | 5         | 2         | 0     | 0    | —          | —          | 5        | 2        |
| Összesen         | Összesen | Összesen | 15        | 3         | 0     | 0    | 0          | 0          | 15       | 3        |